# Podziałka transwersalna

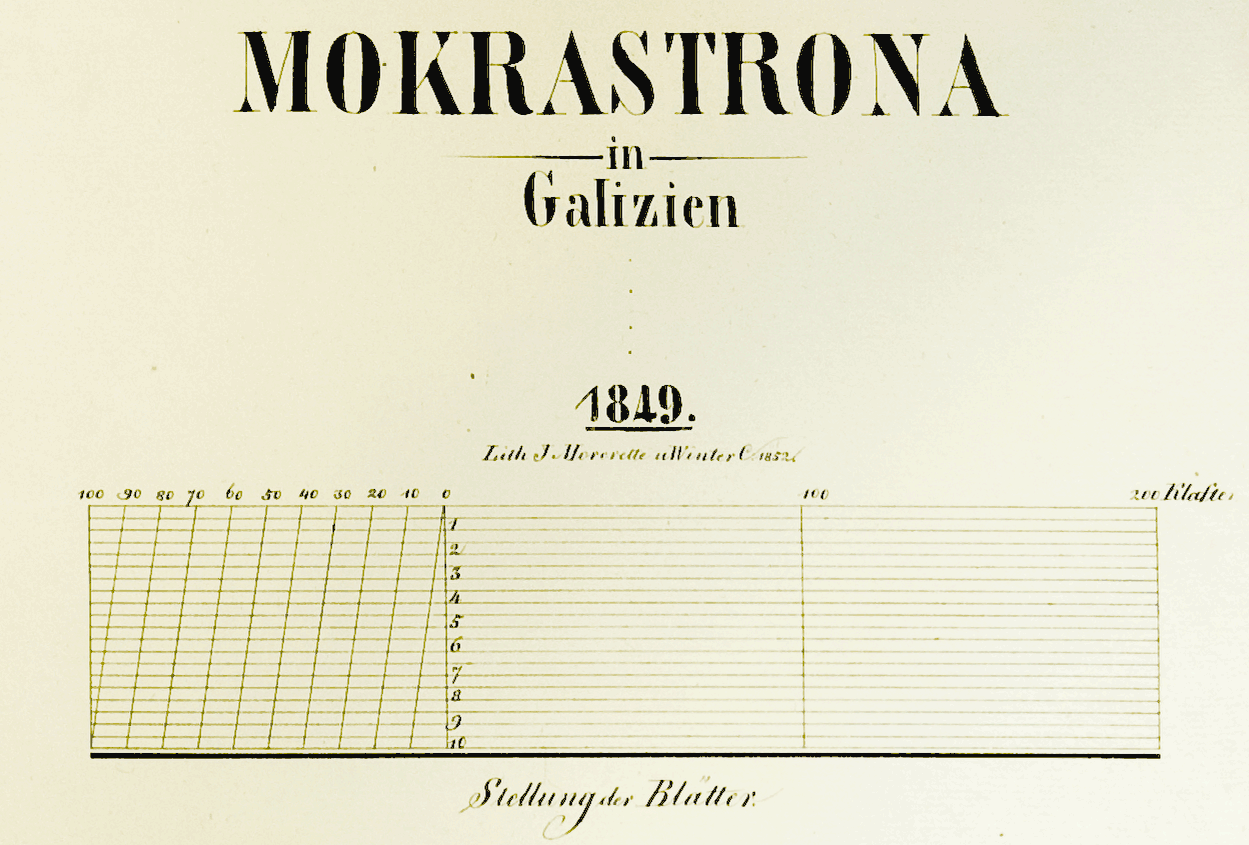
Podziałka transwersalna na mapie z 1852 roku.

Podziałka  transwersalna (niekiedy zwana poprzeczną, czasami błędnie podziałka złożona) – graficzna postać zależności proporcjonalnej między wielkościami liniowymi na mapie, a ich odpowiednimi wielkościami w terenie.
Jest dużo bardziej skomplikowana niż podziałka liniowa, chociaż jej budowa opiera się właśnie na niej. Obecnie nie rysuje się jej na mapach, a także kartografowie rzadko ją rysują na nowo, bowiem w swoich pracach wykorzystują gotowe, wygrawerowane na mosiężnych płytkach podziałki, o wymiarach 250×40 mm. Najczęściej mają 4 gotowe skale 1:500, 1:1000, 1:2000, 1:5000. Budowę podziałki transwersalnej najlepiej rozpocząć od naszkicowania podziałki liniowej i wyznaczenia podstawy podziałki równej 10, 100 lub 1000 m. Po zbudowaniu takiej podziałki z poszczególnych jej punktów należy przedłużyć linie prostopadłe.
Podziałka transwersalna i zasada odczytu na niej odległości: